# Rafael de Vega Barrera
Rafael de Vega Barrera (Zazuar, Burgos; 1889 - Lugo, 21 de octubre de 1936) fue un médico y político español. A pesar de ser miembro de la masonería (Logia Lucus 5), era católico prácticante y hombre de firmes convicciones cristianas. Trabajó como cirujano en Lugo, y después fue director del Hospital Municipal de Lugo, ciudad en la que proclamó la Segunda República Española desde el balcón del Ayuntamiento. En las elecciones generales de 1931 fue elegido diputado por la provincia de Lugo por el Partido Republicano Radical. Al estallar la guerra civil española fue detenido por los militares sublevados, sufrió un simulacro de juicio y fue fusilado en la tapia del cementerio de Lugo.
El 22 de julio de 2024 el Gobierno de España expidió una Declaración de Reconocimiento y Reparación Personal por la que —en virtud de la ley 20/2022, de 19 de octubre, de Memoria Democrática— se declaró ilegal e ilegítimo al tribunal que lo juzgó. De igual modo se declararon ilegítimas y nulas las condenas, sanciones o resoluciones dictadas contra Rafael de Vega Barrera.
Ese mismo día, el 22 de julio de 2024, el Ayuntamiento de Zazuar —población burgalesa en la que Rafael de Vega Barrera nació en 1889, pasó toda su infancia y donde su padre, el Dr. Isaac de Vega y Ugarte, trabajaba como médico— denegó facilitar a la familia del Dr. de Vega la posibilidad de rendir homenaje a su memoria mediante la colocación de una placa, busto u otro tipo de mención financiado íntegramente por la familia,  a pesar de reconocer los méritos que concurrían para ello. Así se recoge en el acuerdo del Pleno de la corporación zazuarina.
El 27 de febrero de 2025, el Pleno Municipal del Ayuntamiento de Lugo aprobó por unanimidad de todos sus grupos el nombramiento de Rafael de Vega Barrera como hijo adoptivo del municipio.
La figura de Rafael de Vega Barrera ha sido incorporada a la programación escolar del Centro Sociocultural O Vello Cárcere (Lugo) en el marco del programa Un edificio con boa Memoria. El objetivo es que, a través de la historia de Rafael de Vega Barrera, preso en este lugar entre el 24 de julio y el 21 de octubre de 1936, el alumnado de Secundaria se aproxime a la represión sufrida en esta cárcel durante los años de la última guerra civil española.
De igual modo, su persona ha sido llevada a la literatura por José Francisco Rodil Lombardía en dos de sus novelas. En La noche de las luminarias (Velasco Ediciones, 2018), el Dr. de Vega aparece como un personaje secundario, pero de gran relevancia. En la novela Sentencia (Velasco Ediciones, 2022), Rafael de Vega Barrera es protagonista absoluto, pues se centra en su vida, en su labor como médico y político y en el juicio sumarísimo al que se vio sometido en 1936 y que acabó con su fusilamiento.